# Сен-Жорж-де-Люзансон
Сен-Жорж-де-Люзансо́н (фр. Saint-Georges-de-Luzençon, окс. Sent Jòrdi) — коммуна во Франции, находится в регионе Окситания. Департамент — Аверон. Входит в состав кантона Западный Мийо. Округ коммуны — Мийо.
Код INSEE коммуны — 12225.
Коммуна расположена приблизительно в 540 км к югу от Парижа, в 135 км восточнее Тулузы, в 50 км к юго-востоку от Родеза.

## Население
Население коммуны на 2008 год составляло 1673 человека.
| 1962 | 1968 | 1975 | 1982 | 1990 | 1999 | 2008 |
| ---- | ---- | ---- | ---- | ---- | ---- | ---- |
| 793  | 827  | 777  | 1027 | 1144 | 1301 | 1673 |

## Администрация
| Период | Период | Фамилия     | Партия | Должность |
| ------ | ------ | ----------- | ------ | --------- |
| 2001   | 2008   | Робер Кро   |        |           |
| 2008   |        | Жерар Претр |        |           |

## Экономика

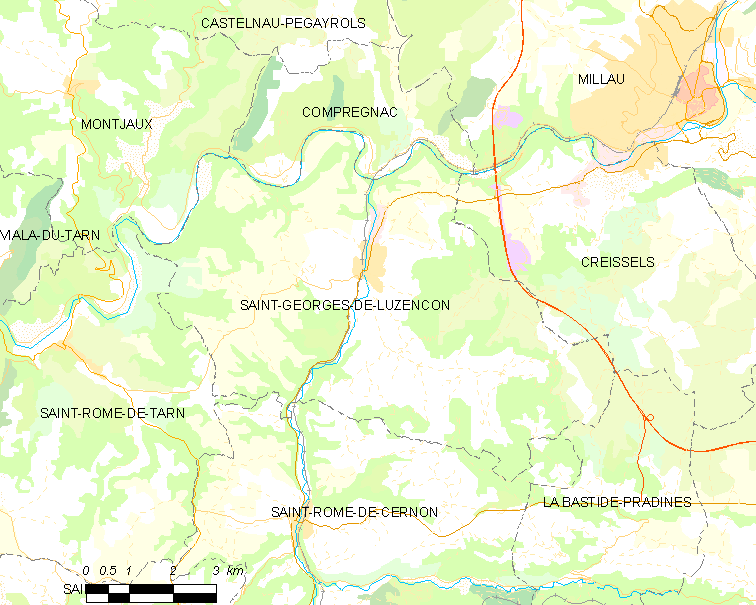
Карта коммуны

В 2007 году среди 1068 человек в трудоспособном возрасте (15—64 лет) 766 были экономически активными, 302 — неактивными (показатель активности — 71,7 %, в 1999 году было 70,5 %). Из 766 активных работали 718 человек (403 мужчины и 315 женщин), безработных было 48 (16 мужчин и 32 женщины). Среди 302 неактивных 107 человек были учениками или студентами, 89 — пенсионерами, 106 были неактивными по другим причинам.

## Достопримечательности
- Часовня Люзансон (XI—XII века). Исторический памятник с 1996 года[3]
- Замок Сен-Жорж-де-Люзансон (XV век). Исторический памятник с 1978 года[4]